# Aconurella compta
Aconurella compta är en insektsart som beskrevs av Naudé 1926. Aconurella compta ingår i släktet Aconurella och familjen dvärgstritar. Inga underarter finns listade i Catalogue of Life.